# Twierdzenie Menelaosa

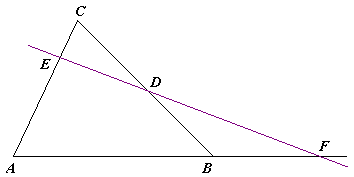

Twierdzenie Menelaosa (Menelausa) – twierdzenie geometrii płaskiej pochodzące od Menelaosa z Aleksandrii, choć znane było już wcześniej. Jest przydatne przy wykazywaniu współliniowości punktów (tzn. że leżą one na wspólnej prostej).

## Treść

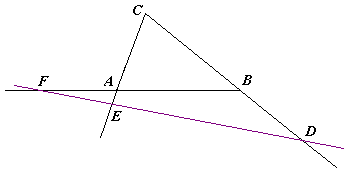

Dowolna poprzeczna wyznacza na dwóch bokach trójkąta {\displaystyle \triangle ABC} i przedłużeniu trzeciego boku (lub na przedłużeniach wszystkich boków) punkty {\displaystyle D,E,F} w ten sposób, że iloczyn długości trzech do siebie nieprzyległych odcinków jest równy iloczynowi długości trzech pozostałych, czyli
{\displaystyle |AE|\cdot |CD|\cdot |BF|=|BD|\cdot |AF|\cdot |CE|.}
Zapamiętanie twierdzenia ułatwia również sztuczka mnemotechniczna polecająca kolejnym przechodzeniu od wierzchołka trójkąta (poczynając od dowolnie ustalonego) do punktu przecięcia poprzecznej na boku (przedłużeniu) zawierającym ten punkt do kolejnego wierzchołka i wróceniu w ten sposób do punktu wyjścia:
{\displaystyle A\to E\to C\to D\to B\to F\to A} skrótowo zapisywane zwykle jako {\displaystyle ^{A}{}_{E}{}^{C}{}_{D}{}^{B}{}_{F}{}^{A},}
co pomaga w zapamiętaniu, które z odcinków winny znaleźć się w liczniku, a które w mianowniku:
{\displaystyle {\frac {|AE|}{|EC|}}\cdot {\frac {|CD|}{|DB|}}\cdot {\frac {|BF|}{|FA|}}=1.}
Ostatnia równość jest inną postacią twierdzenia.

## Dowód

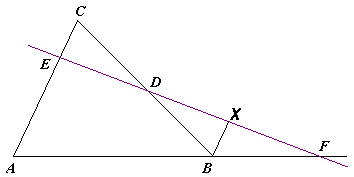

Niech {\displaystyle X} będzie przecięciem prostej równoległej do {\displaystyle AC} przechodzącej przez punkt {\displaystyle B} z poprzeczną. Trójkąty {\displaystyle \triangle XBF} i {\displaystyle \triangle EAF} są podobne. Z twierdzenia Talesa:
{\displaystyle {\frac {|BX|}{|AE|}}={\frac {|BF|}{|FA|}},} czyli {\displaystyle |XB|={\frac {|BF|}{|FA|}}\cdot |AE|}
Trójkąty {\displaystyle \triangle CED} i {\displaystyle \triangle BXD} są podobne. Zatem jest:
{\displaystyle {\frac {|CE|}{|XB|}}={\frac {|DC|}{|DB|}},} czyli {\displaystyle {\frac {1}{|XB|}}={\frac {|DC|}{|DB|}}\cdot {\frac {1}{|CE|}}}
Po pomnożeniu stronami otrzymanych równości prawdziwa jest równość
{\displaystyle 1={\frac {|BF|}{|FA|}}\cdot {\frac {|DC|}{|DB|}}\cdot {\frac {|AE|}{|CE|}},}
co kończy dowód. W przypadku, gdy wszystkie punkty {\displaystyle D,E,F} leżą na przedłużeniach boków trójkąta, rozumowanie jest analogiczne.

## Twierdzenie odwrotne
Twierdzenie odwrotne do twierdzenia Menelaosa również jest prawdziwe:
Jeżeli na bokach {\displaystyle AB} i {\displaystyle BC} trójkąta {\displaystyle \triangle ABC} dane są punkty {\displaystyle E} i {\displaystyle D,} a na przedłużeniu boku {\displaystyle AC} punkt {\displaystyle F} tak, że:
{\displaystyle |AE|\cdot |CD|\cdot |BF|=|BD|\cdot |AF|\cdot |CE|,}
to punkty {\displaystyle D,E,F} są współliniowe.
Analogicznie, gdy wszystkie punkty {\displaystyle D,E,F} leżą na przedłużeniach odpowiednich boków.

### Dowód
Dowód nie wprost: niech dla pewnych niewspółliniowych punktów zachodzi
{\displaystyle |AE|\cdot |CD|\cdot |BF|=|BD|\cdot |AF|\cdot |CE|} (1)
oraz {\displaystyle D,E} leżą na bokach trójkąta, zaś {\displaystyle F} na prostej {\displaystyle AB} poza bokiem.
Wtedy można wybrać taki punkt {\displaystyle F'\neq F,} że {\displaystyle D,E,F'} są współliniowe. Wtedy z twierdzenia Menelaosa zachodzi
{\displaystyle |AE|\cdot |CD|\cdot |BF'|=|BD|\cdot |AF'|\cdot |CE|.}
Zatem dla dwóch różnych punktów {\displaystyle F,F'} leżących na prostej {\displaystyle AB} poza odcinkiem {\displaystyle AB} zachodzi
{\displaystyle {\frac {|AF'|}{|BF'|}}={\frac {|AF|}{|BF|}},}
co jest sprzeczne.
Dlatego jeżeli punkty {\displaystyle D,E,F} spełniają równość (1), to są współliniowe. Gdy wszystkie trzy punkty leżą poza bokami trójkąta, to dowód jest analogiczny.

## Twierdzenie Menelaosa dla czworościanu[3]
Niech {\displaystyle A',B',C',D'} oznaczają punkty przecięcia pewnej płaszczyzny z krawędziami czworościanu {\displaystyle ABCD} leżące odpowiednio na odcinkach {\displaystyle AB,BC,CD,DA.} Wówczas zachodzi równość:
{\displaystyle {\frac {AA'}{A'B}}{\frac {BB'}{B'C}}{\frac {CC'}{C'D}}{\frac {DD'}{D'A}}=1}
Dowód polega na zrzutowaniu wierzchołków czworościanu na przecinającą go płaszczyznę, skorzystania z podobieństwa par trójkątów prostokątnych złożonych z wierzchołków leżących na danej krawędzi, ich rzutów i punktu przecięcia krawędzi i płaszczyzny, a następnie pomnożenia uzyskanych równości tak by po jednej stronie uzyskać wyrażenie z tezy.
Twierdzenie odwrotne, mówiące że jeśli spełniona jest równość
{\displaystyle {\frac {AA'}{A'B}}{\frac {BB'}{B'C}}{\frac {CC'}{C'D}}{\frac {DD'}{D'A}}=1,}
to punkty {\displaystyle A',B',C',D'} leżą na jednej płaszczyźnie, jest również prawdziwe.